# Василь Теодор Склепович
Склепович Василь Теодор (нар. 18 січня 1900, Давфин — після 1979) — український письменник, учитель.

## З біографії
Народився 18 січня 1900 року у Дофіні (Dauphin), Манітоба. Закінчив коледж, учительські курси, працював учителем. Був фундатором Колегії св. Андрея.

## Родина
Син, Модест Склепович (англ. Modest Sklepowic), фармацевт, працював диск-жокеєм на одній із радіостанцій Дофіну, сформував великий репертуар українських народних пісень, зібраних і відшліфованих музикантами під час виступів на танцювальних оказіях. Разом з дружиною, шкільною вчителькою Олесею Іванчук, створив подружній співочий дует «Мікі і Банні» (англ. Mickey & Bunny), який на початку 1960-х років виступав з програмою кантрі в клубах по всьому Вінніпегу.

## Творчість
Автор історичної повісті «Гуцули», оповідань «Гори кличуть», «Ще ватра палає», «Пам'ятник українським піонерам».

## Інтернет-ресурси
- Часопис «Гуцули і Гуцульщина» № 1, 2010 [Архівовано 9 січня 2014 у Wayback Machine.]